# Evangelisch-lutherische Kirche (Climbach)

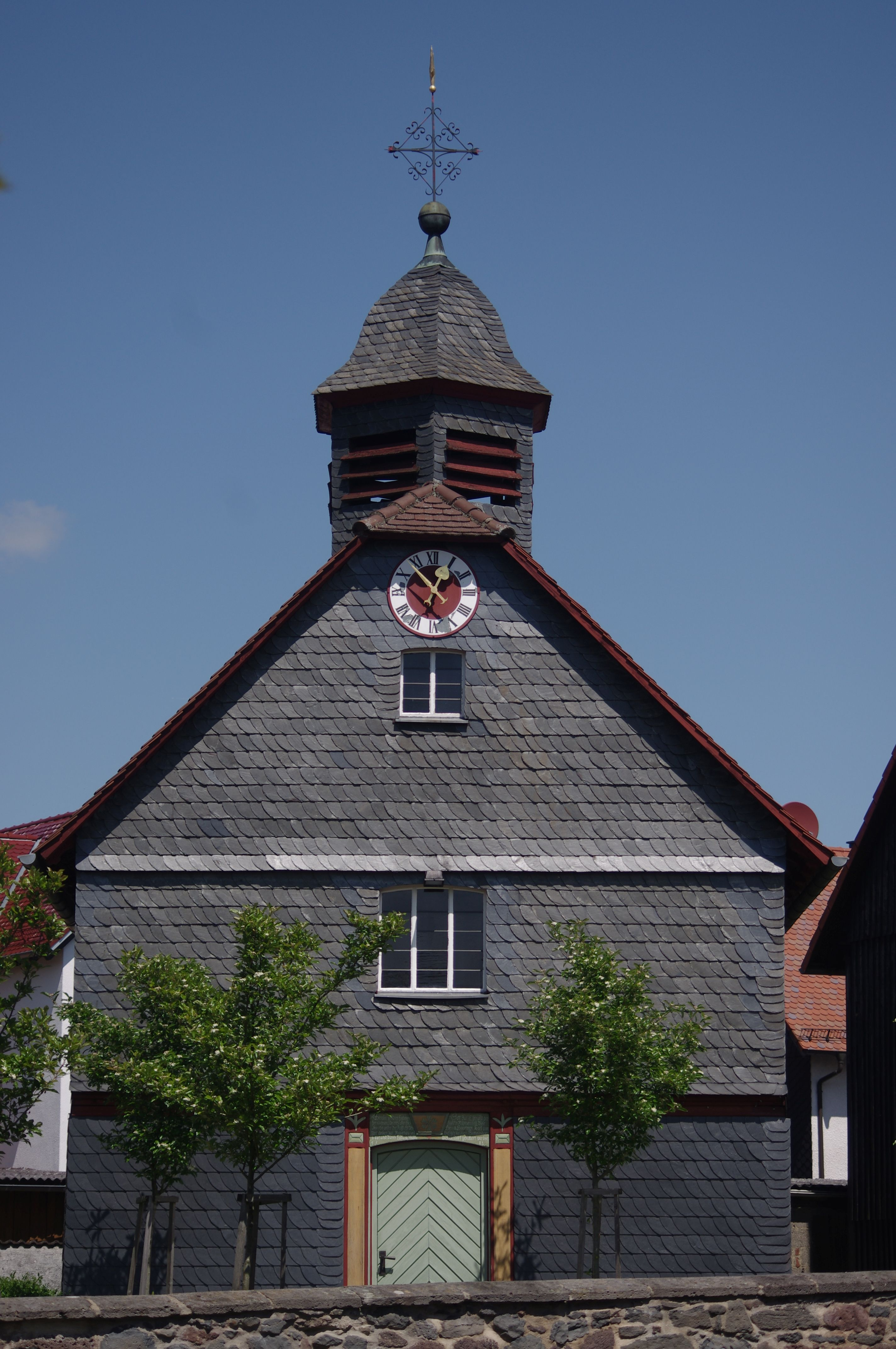
Südseite der Ev.-luth. Kirche zu Climbach

Die Evangelisch-lutherische Kirche in Climbach, einem Ortsteil in Allendorf (Lumda) im Landkreis Gießen (Hessen), ist eine Fachwerkkirche aus dem Jahr 1783. Sie wurde zum Gedenken an den in Amerika verstorbenen Kapitän Karl von Nordeck zur Rabenau gestiftet. Das hessische Kulturdenkmal ist seit 1983 zum großen Teil verschiefert.
Die Kirchengemeinde gehört zum Kirchspiel Londorf im Dekanat Gießener Land in der Propstei Oberhessen der Evangelischen Kirche in Hessen und Nassau.

## Geschichte
Climbach unterstand im Spätmittelalter den Herren von Nordeck zur Rabenau und war kirchlich als Filiale der Pfarrei Londorf dem Archidiakonat St. Stephan in der Erzdiözese Mainz zugeordnet. Mit Einführung der Reformation (1528 im Lumdatal) wechselte der Ort zum evangelisch-lutherischen Bekenntnis.
Nach einem Saalbuch von 1741 hatte der Ort bis dahin keine Kirche. Auf Anregung des Londorfer Pfarradjunkten Christoph Theodor Strack, der „nicht weiter den Feldprediger agiren“ wollte, beschloss die Gemeinde „eine gewiße Capelle oder Todtenkirche zu bauen“, um bei schlechtem Wetter und im Winter in Climbach statt in Londorf die Gottesdienste durch den Schulmeister abhalten zu können. Als Kapitän Karl von Nordeck zur Rabenau in Amerika starb, stiftete sein Vater G. L. V. von Nordeck zur Rabenau 200 Gulden für den Bau der Climbacher Kirche, die den Grundstock für die Finanzierung bildeten. Sie wurde im Jahr 1783 von Werkmeister Ludwig Müller ausgeführt und war ursprünglich verputzt.
Im Jahr 1896 wurde die Westwand verändert. Eine Glocke aus dem Erbauungsjahr 1783 wurde 1896 durch eine Rincker-Glocke ersetzt, 1920 eine zweite Glocke derselben Firma angeschafft, die 1953 durch eine weitere bronzene Rincker-Glocke ersetzt wurde.
Im Jahr 1964 wurde im nordöstlichen Bereich das von Ameisen zerfressene Fichtenholz des Fachwerks ersetzt. Im Zuge einer Außenrenovierung von 1981 bis 1983 wurde das gesamte Fachwerk freigelegt, das an den anderen Stellen in Eiche ausgeführt worden war. Die Außenwände wurden in Rücksprache mit dem Denkmalamt anschließend verschiefert, um die Kirche besser zu dämmen und vor dem Wetter zu schützen. Von 1982 bis 1984 erfolgte eine Innenrenovierung, bei der Wand- und Deckenmalereien freigelegt wurden.

## Architektur
Die Saalkirche in Nord-Süd-Ausrichtung ist im Ortszentrum errichtet. Sie hat einen nördlichen Chorabschluss, der von den drei Seiten eines Sechsecks gebildet wird, und wird von einem abgewalmten Satteldach abgeschlossen. Bis auf die Ostseite, an der das Fachwerk freigelegt ist, und den Portalbereich sind die Außenmauern heute vollständig verschiefert. Das Fachwerk wird über einen Bruchsteinsockel durch Riegel in mehrere Zonen gegliedert. Die Eckständer reichen vom Sockel bis zur Traufe. Fünf Ständer an den Langseiten ruhen auf der Grundschwelle und zwei weitere Ständer in halber Höhe auf Riegeln. An den Ecken werden die unteren Gefache durch Fußstreben verstärkt.
Der Innenraum wird an den Langseiten durch hohe Stichbogenfenster belichtet, die früher bleiverglast waren. Das Südportal hat einen flachen Stichbogen und wird von zwei Pilastern flankiert, die durch Diamantierungen und florale Ornamente verziert werden. Der Türbogen trägt die Inschrift: „GROSER UND ERHABENER GOTT ZUR EHRE UND VER / HERRLICHUNG DEINES ALLERHEILIGSTEN NAHMENS IST DIESE / KIRCHE UNTER DER AUFSICHT DES HERRN HAUPTMANN CARL VON / NORDECKEN ZUR RABENAU UND HIESIGER KLEINEN GEMEINDE ER / BAUT UND DURCH LUDWIG MÜLLER AUS LONDORF GEZIMMERT WORDEN / 1783“.
Der sechsseitige Dachreiter an der Südseite ist verschiefert und hat eine geschweifte Welsche Haube, die von Kreuz und Wetterhahn bekrönt wird. Der ursprüngliche Turmknauf wurde bei der Dachrenovierung nicht erneuert.

## Ausstattung

Trompetender Engel

Innenansicht der ev.-luth. Kirche zu Climbach

Die Innenausstattung ist fast vollständig aus der Erbauungszeit der Kirche erhalten. Der flachgedeckte Innenraum hat an der Süd- und Westseite kassettierte Emporen, die auf viereckigen Holzpfosten ruhen. Auf der Mittelachse stehen Kanzel und Altar. Die hölzerne polygonale Kanzel in blau-roter Fassung ist an der Nordseite auf einem Holzpfosten mit geschwungenen Bügen angebracht und durch den angeschlossenen vergitterten Pfarrstuhl zugänglich. Das hölzerne achteckige Taufbecken ruht auf einem Ständer mit vier geschwungenen Bügen. Das Kirchengestühl mit geschwungenen Wangen lässt einen Mittelgang frei.
Der um eine Stufe erhöhte Blockaltar wird von einer unten abgeschrägten Altarplatte abgeschlossen. Im Altarbereich wurden in den 1980er Jahren Malereien von 1810 freigelegt, die an der Decke einen trompetenden Engel und an den Wänden zwei größere und zwei kleinere Figuren zeigen. Auf der rechten Seite werden Luther mit dem Schwan und Mose mit den Gesetzestafeln dargestellt, links zwei Frauenfiguren, deren Deutung nicht gesichert ist. Ein umlaufendes gemaltes Band unterhalb der Decke ist mit geometrischen Ornamenten verziert.
Eine historische Orgel gibt es nicht. Z.Zt. wird weiter ein elektronisches Instrument verwendet.